# Pałac w Častolovicach
Pałac w Častolovicach (cz. Zámek Častolovice niem. Schloss Častolovice) – renesansowy pałac w Častolovicach w północno-wschodnich Czechach.

## Historia
Zbudowany w XIII wieku jako zamek obronny, po przejęciu przez ród Sternbergów pod koniec XVI wieku przebudowany w stylu renesansowym. Znacjonalizowany po II wojnie światowej został odzyskany przez spadkobierczynię rodu Dianę Phipps Sternberg w 1990 roku. Obecnie pałac udostępniony jest dla zwiedzających.

## Galeria

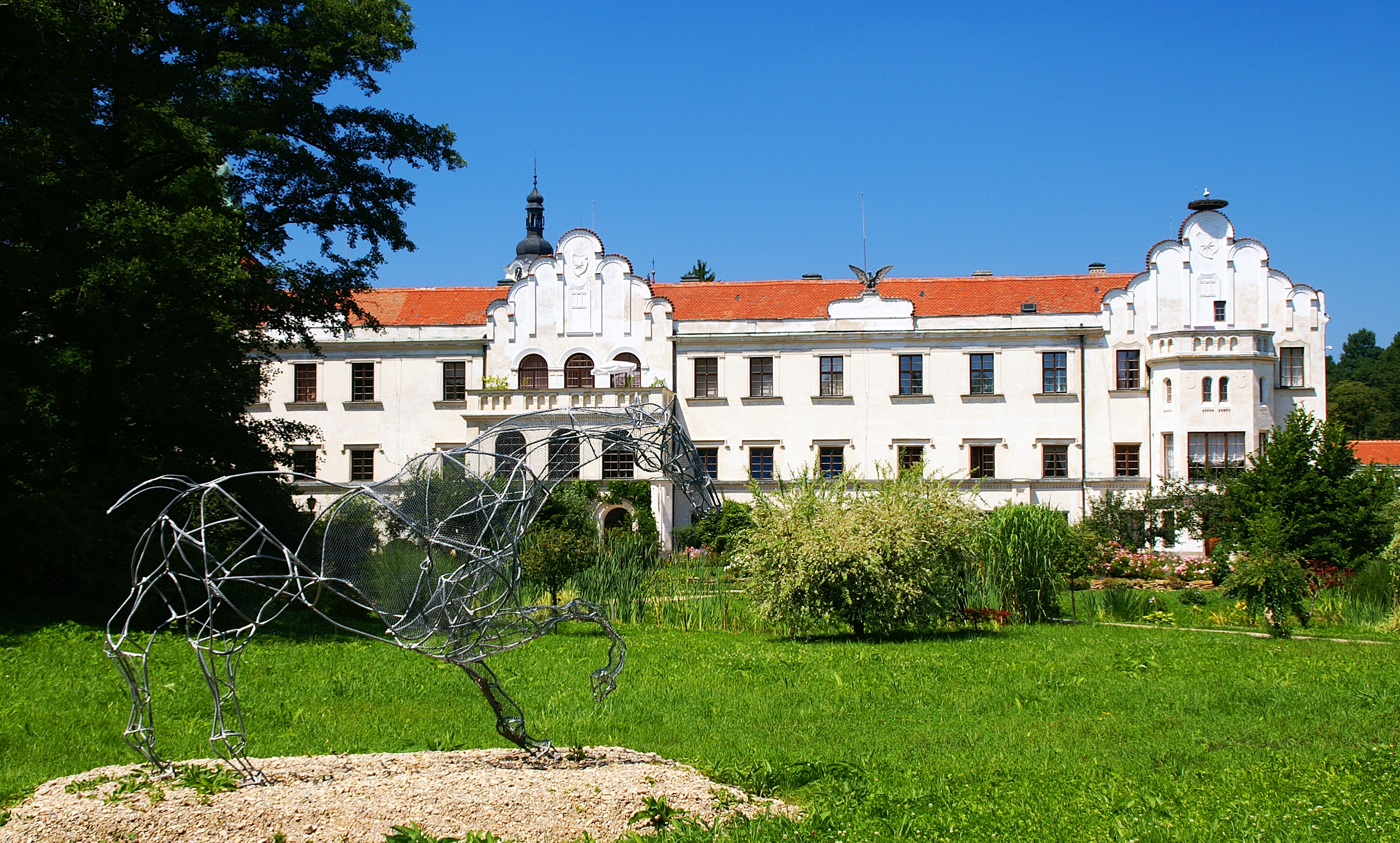
Widok na pałac od stronu parku
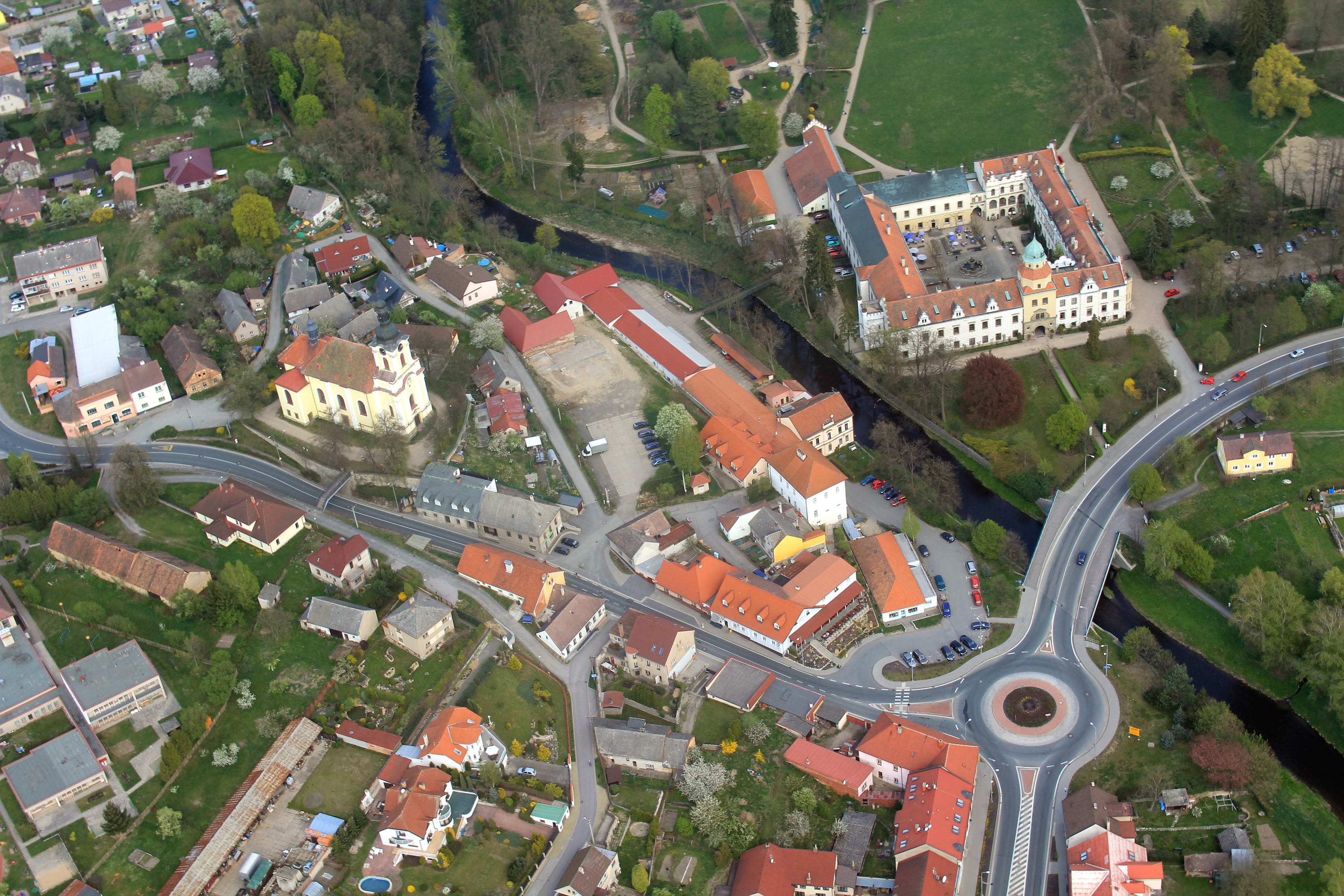
Widok z lotu ptaka
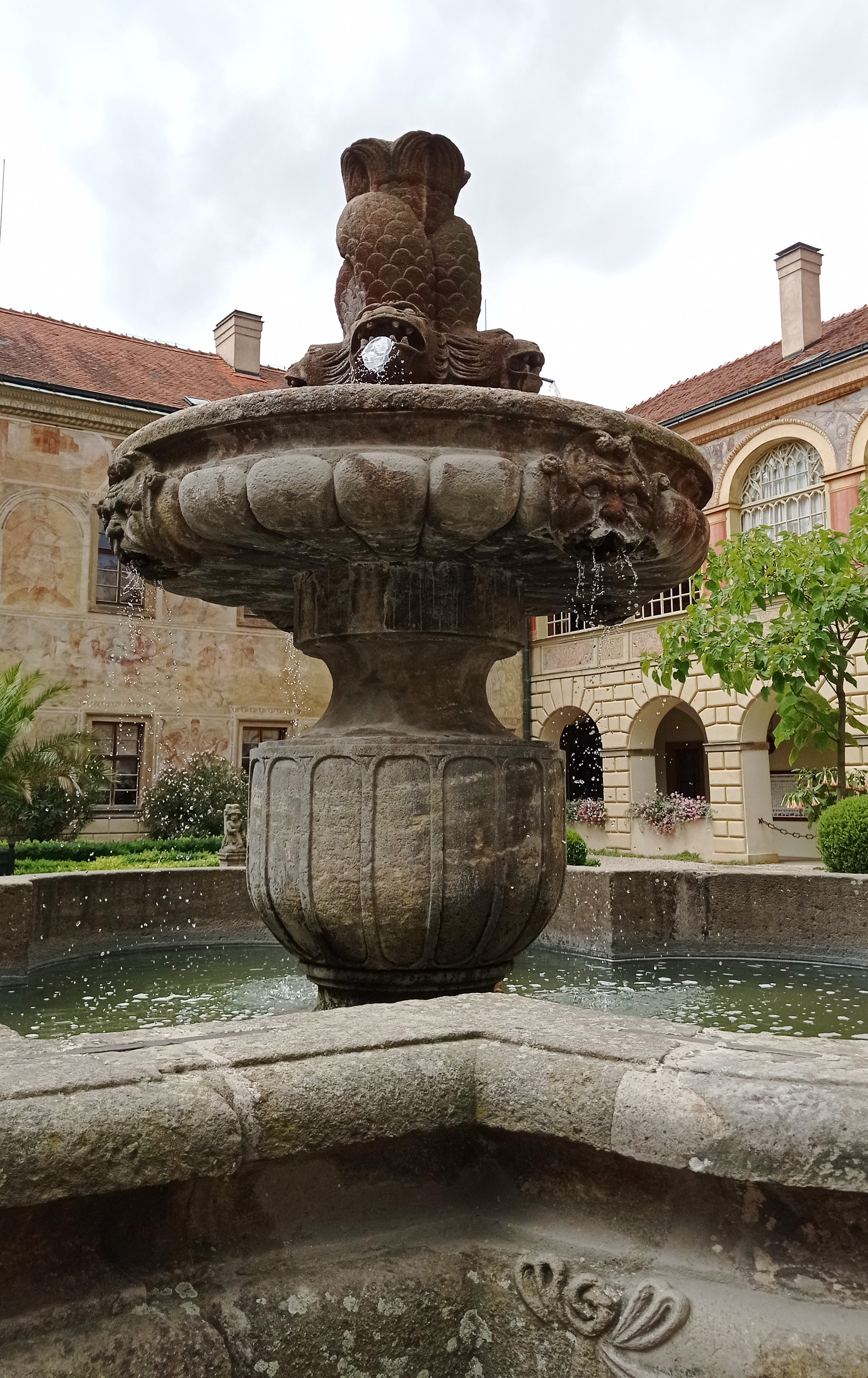
Fontanna na dziedzińcu pałacu
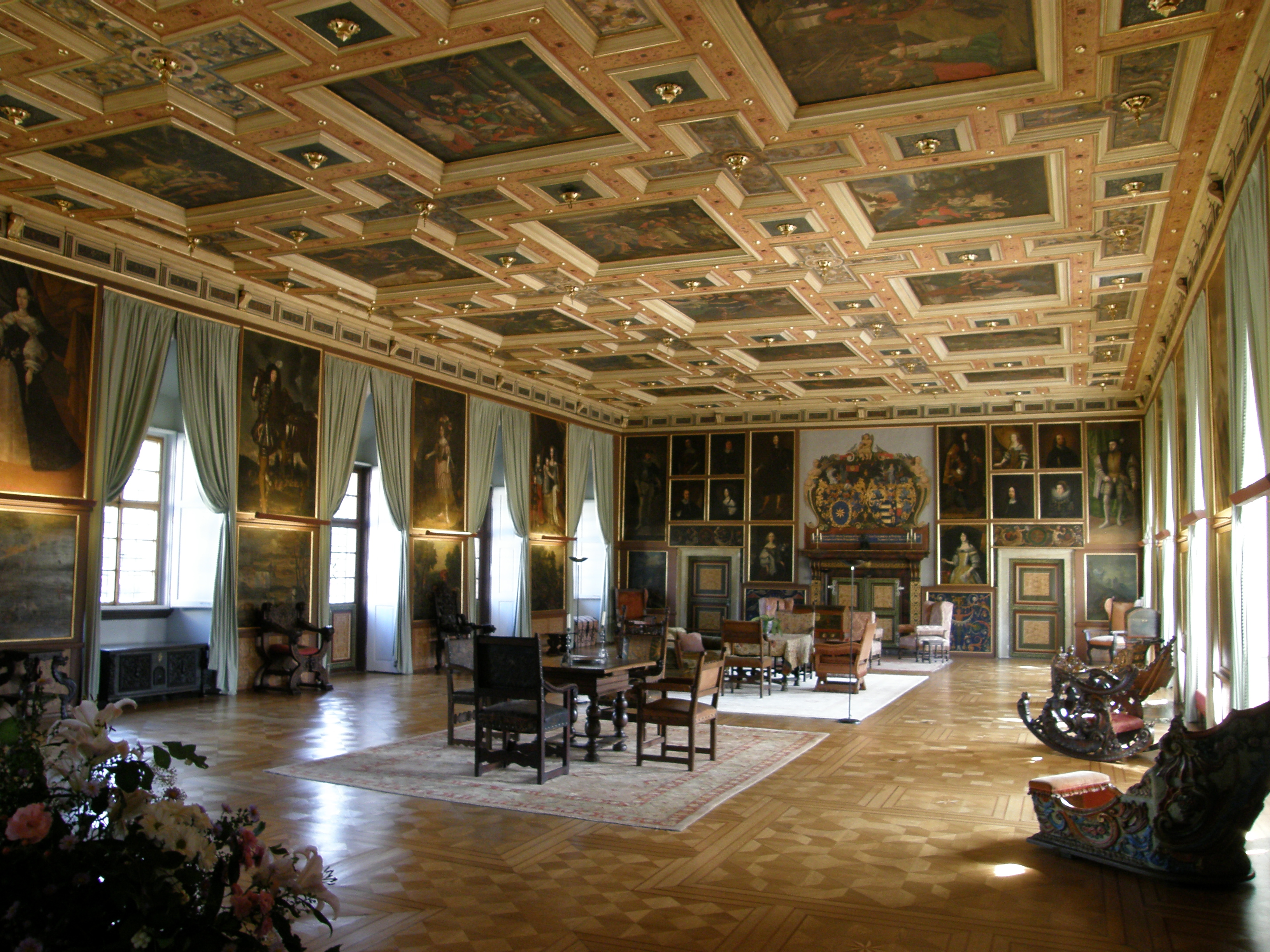
Sala Rycerska